# SOS Balkanroute
SOS Balkanroute ist eine in Wien ansässige Menschenrechts- und humanitäre Hilfsorganisation und wurde 2019 von Petar Rosandić (aka Rapper Kid Pex) und Freunden gegründet. Sie ist darauf konzentriert, das Bewusstsein für die Verletzungen der Rechte von Flüchtlingen auf der Balkanroute zu schärfen und sich für eine Verbesserung der Bedingungen ihrer Behandlung einzusetzen. SOS Balkanroute sammelt außerdem Spenden für die Versorgung von Flüchtlingen auf der Balkanroute und unterstützt lokale humanitäre Hilfsnetzwerke in Bosnien und Herzegowina. Die SOS Balkanroute hat die Dokumentation von Menschenrechtsverletzungen an der Grenze mitinitiiert. In der zweibändigen Dokumentation Black Book of Pushbacks sind über 13.000 Fälle von Menschenrechtsverletzungen an Geflüchteten festgehalten.
Im Mai 2023 reichte das International Centre for Migration Policy Development eine am Handelsgericht Wien Klage wegen kreditschädigender Äußerungen gegen SOS Balkanroute und Petar Rosandić ein. Hintergrund ist eine von der ICMPD im Flüchtlingslager Lipa in Bosnien und Herzegowina eingerichtete Internierungsanstalt, die Rosandić als „Guantanamo“ bezeichnete. Maria Windhager, die Anwältin, die die NGO und Rosandić in der Rechtssache vertrat, ortete darin eine SLAPP-Klage. Rosandić bezeichnete die Klage in einer Aussendung als „politische[n] Einschüchterungsversuch, wie man diese sonst aus Ungarn, Russland oder Serbien kennt“. Nach Verhandlung im Juli 2023 wurde die Klage vom Handelsgericht in Wien abgewiesen.

## Auszeichnungen
Im Jahr 2020 erhielt SOS Balkanroute den Ute-Bock-Preis für Zivilcourage.